# He 64 (航空機)
ハインケル He 64
チャレンジ 1932におけるHe 64
- 用途：スポーツ機
- 設計者：ギュンター兄弟
- 製造者：ハインケル
- 初飛行：1932年
- 生産数：7機

ハインケル He 64（Heinkel He 64）は、チャレンジ 1932に参加するために1932年にドイツのハインケル社で製造されたスポーツ機である。ギュンター兄弟の設計による本機は細長い胴体の尾輪式降着装置を持つ片持ち式低翼単葉機であった。パイロットと乗員は流線型のキャノピーの中にタンデムで搭乗した。6機が競技大会に参加するために製作され、そのほぼ全機が大会に投入された。唯一競技大会に出場しなかったのは墜落した試作初号機だけであった。
He 64は7,363 km (4,601 mi)を飛翔する「ヨーロッパ周回ラリー」（"Rally over Europe"）に参加して上位3位を、最高速度競技では上位5位を占めるといったように速度関連の競技でその性能を発揮した。また最低速度競技でも上位に入った。He 64はその他の競技で優勝することは無かったが、これらの部門での勝利によりパイロットを務めたフリッツ・モーツィックに総合で2位を獲得させた。
1932年に1機のHe 64Cがフラップの研究のためにイギリスに輸入され、当初はハンドレページ社において、その後1935年まで王立航空研究所にて使用された。この機体は後にローデシアへ渡り、1952年まで飛行をしていた。

## 要目 (He 64b)
諸元
- 乗員: 1
- 定員: 1
- 全長: 8.30 m （27 ft 3 in）
- 全高: 2.10 m （6 ft 11 in）
- 翼幅: 9.80 m（32 ft 2 in）
- 翼面積: m2 （ft2）
- 空虚重量: 470 kg （1,040 lb）
- 運用時重量: 780 kg （1,720 lb）
- 有効搭載量: kg （lb）
- 最大離陸重量: kg （lb）
- 動力: アルグス AS 8A 空冷 倒立直列4気筒エンジン、110 kW （150 hp）   × 1

性能
- 超過禁止速度: km/h （kt）
- 最大速度: 245 km/h （kt） 152 mph
- 巡航速度: km/h （kt）
- 失速速度: km/h （kt）
- フェリー飛行時航続距離: km （海里）
- 航続距離: 1,500 km （海里） 930 miles
- 実用上昇限度: m （ft）
- 巡航高度: 6,000 m (19,700 ft)
- 上昇率: m/min （ft/s）
- 離陸滑走距離: m （ft）
- 着陸滑走距離: m （ft）
- 翼面荷重: kg/m2 （lb/ft2）
- 馬力荷重（プロペラ）: kW/kg （hp/lb）